# Jef Baarts
Joseph Maria Antonius (Jef) Baarts (Thorn, 7 april 1901 - Valkenburg aan de Geul, 7 augustus 1984) was een Nederlands acteur en toneelregisseur. Hij was vooral bekend in Limburg.

## Jef Baarts
Hij was zoon van dienstmeid Maria Gertrudis Alberts en brigadier Willem Baarts. Hijzelf was getrouwd met Witje Wijnands, na haar overlijden hertrouwde hij met Elisabeth Haanstra. Alhoewel hij in Thorn geboren was, leefde hij een groot deel van zijn leven in Maastricht; vanaf eind jaren zestig in Valkenburg.
Hij kreeg in eerste instantie teken- en schilderonderwijs, maar had een groeiende belangstelling voor de podiumkunsten. Dit werd mede aangewakkerd door zanglessen bij mevrouw Claudine Boons (-Driessen) in Luik. Hij stond als zeventienjarig al op het toneel bij het "Zuidelijke Beroepstoneel Veredelend Volksvermaak". Een aanmelding voor de Toneelschool aan de Marnixstraat 150 in Amsterdam mislukte, waarop Baarts contact opnam met Coen Hissink hetgeen zou leiden tot de oprichting van "De Abele Spelers". Een van zijn eerste optredens was dan ook in Koningswaan (over Lodewijk XI van Frankrijk), een openluchtspel uitgevoerd door "De Abele Spelers", waar hij inmiddels artistiek leider van was, in Maastricht. Het is dan 1922. "De Abele Spelers" ging over naar "Die Menestrelen". Eduard Verkade zag hem spelen en vroeg hem om zich aan te sluiten bij "Hagespelers". Hij speelde  daar als jeune-premier en ook bij Albert van Dalsum. Meer bekendheid kreeg hij door zijn werk van de "Limburgse Opera" (1945-1966) en gedurende 25 jaar voor de Zuid Nederlandse Opera, die hij samen met Jan Hupperts had opgericht. Het gezelschap werkte vaak met choreografe Wally Haacke. Baarts regisseerde massaspelen in Maastricht en vanaf 1937 de heiligdomsvaarten in Susteren. In zijn laatste woonplaats leidde hij uitvoeringen in het Steinerbos en het Openluchttheater Valkenburg. Hij heeft ook een kerstspel (circa 1972) op zijn naam staan, dat regelmatig werd opgevoerd in Valkenburg en waarin hij zelf de rol van verteller voor zijn rekening nam. Zijn actieve loopbaan komt in 1968 door pensioen tot een eind, maar gaf in zijn eigen "Studio’s Muziek Dramaturgie Jef Baarts" jonge beginnende acteurs en zangers de gelegenheid te oefenen.
Eind jaren zestig kwam bericht dat Baarts bezig was met de priester/streekroman: Stokstraat, levend hart der stad over de jaren dertig in die straat. Hij las daar diverse keren uit voor, of het ooit tot een uitgave is gekomen is niet bekend; het kwam waarschijnlijk niet verder dan het manuscript. Het bevatte onder meer verhalen uit het leven, dat hij als medewerker (in stille tijden voor toneel) van de Rechtbank Maastricht had leren kenen.
Hij kreeg onder meer de eremedaille behorend bij het Laureaat van de Arbeid en was ereburger van Susteren. Zijn laatste jaren werd hij geplaagd door toenemende blindheid, waardoor zijn grote wens een opvoering te regelen van Jesus Christ Superstar niet gerealiseerd kon worden. Het overleed op 83-jarige leeftijd in zijn woning aan de Plenkertstraat. Hij werd begraven op de Begraafplaats Oostermaas te Maastricht.

## Witsje Baarts
Maria Theresia Josephina Antoinette (Witsje) Wijnands (1904-1965) was een Limburgse actrice. In 1923 werd ze als groot talent gezien, ze kreeg de actriceprijs van een Limburg toneeltoernooi vanwege haar spel in Eva’s Droom van Felix Rutten. Door omstandigheden werd ze amateuractrice, die plaatselijk bekend werd in de daarop volgende jaren. Een grote doorbraak kwam er niet.

## Elisabeth Haanstra
Ook zijn tweede vrouw Haanstra (1927-2012) was actief binnen het toneel. Haar rouwkaart meldde operazangeres, balletjuf, regisseuse, docente yoga, meditatie en bewegingsleer. Ze was als zodanig onder meer verbonden aan die Zuid-Nederlandse Opera.
- International Standard Name Identifier: 0000 0003 9035 332X
- Nederlandse Thesaurus van Auteursnamen: 070275629
- Virtual International Authority File: 283929137